# Lockwood, Montana
Lockwood är en så kallad census-designated place i Yellowstone County i Montana. Vid 2010 års folkräkning hade Lockwood 6 797 invånare.